# Mikalojus Daukša
Mikalojus Daukša (zeitgenössisch als Daugsz, Daugsza, Dauksza, Daux, Dawksza, Dovkša, Dowksza, Dovkš, Dovkša geschrieben, * zwischen 1527 und 1538 in Babėnai bei Kėdainiai, Litauen; † 16. Februar 1613 in Varniai, Niederlitauen) war ein litauischer Geistlicher, Humanist, Aktivist der Gegenreformation, Protagonist der litauischen Sprache und Kultur, Literat und Übersetzer.
Mikalojus Daukša übersetzte eine Postille aus dem Polnischen („Postilė“, 1599) und schrieb die Einleitung für das erste im Großfürstentum Litauen herausgegebene Buch „Katekizmas“ (1595).

## Werke
Übersetzungen:
- «Postilla Catholicka. Tai est: Iżguldimas Ewangeliu kiekwienos Nedelos ir Szwętes per wissus metus», 1599 (übersetzt 1582–1595), Vilnius.
- Katechizmas, arba Mokslas, kiekvienam krikščioniui privalus, 1595, Vilnius.
  - «Kathechismas arba mokslas kiekwienam priwalvs. Paraszytas per D. Iakvba Ledesma Theologa Societatis IESV».

| Personendaten    | Personendaten |
| ---------------- | --- |
| NAME             | Daukša, Mikalojus |
| ALTERNATIVNAMEN  | Daugsz, Mikalojus; Daugsza, Mikalojus; Dauksza, Mikalojus; Daux, Mikalojus; Dawksza, Mikalojus; Dovkša, Mikalojus; Dowksza, Mikalojus; Dovkš, Mikalojus; Dovkša, Mikalojus |
| KURZBESCHREIBUNG | litauischer Autor und Literat |
| GEBURTSDATUM     | zwischen 1527 und 1538 |
| GEBURTSORT       | Babėnai bei Kėdainiai, Litauen |
| STERBEDATUM      | 16. Februar 1613 |
| STERBEORT        | Varniai, Niederlitauen |